# علاء عزام
 
علاء عزام، (17 ديسمبر 1973-)، هو فنان وملحن وعازف عود فلسطيني، ولد ويعيش في حيفا، ينتمي لعرب ال 48، لحّن أغاني العديد من الفنانين الفلسطينيين واشتهر بأداء الأغاني الطربية والأصيلة.